# ГЕС Альфальфаль II
ГЕС Альфальфаль II (ісп. Alfalfal) — гідроелектростанція, що споруджується в центральній частині Чилі у Столичному Регіоні Сантьяго. Знаходячись перед ГЕС Las Lajas, поряд з ГЕС Alfalfal I становитиме одну з станцій верхнього ступеню гідровузла у сточищі річки Майпо, яка після виходу з гір протікає по південній околиці Сантьяго та впадає до Тихого океану на захід від цього міста. Є частиною проекту Alto Maipo, за яким одночасно споруджується тільки що згадана Las Lajas.
Забір ресурсу для роботи станції починатиметься у правобережній частині сточища річки Volcan, правої притоки Майпо. Тут облаштують чотири водозабори — La Engorda, Colina, Las Placas та El Morado, які з'єднають бетонною трубою довжиною 3,6 км. Далі ресурс транспортуватиметься по тунелю довжиною 14 км з перетином 14 м2 на північ, де протікає інша права притока Майпо річка El Yeso (завдяки спорудженому у 1960-х роках водосховищу з об'ємом 253 млн м3 відіграє важливу роль у водопостачанні столиці країни Сантьяго). Відібрана із El Yeso вода подаватиметься по тунелю-відгалуженню довжиною 1,5 км, після приєднання якого весь ресурс прямуватиме через прокладений під El Yeso сифон довжиною 5,2 км та діаметром 3,1 метра. Далі у північному напрямку прокладається ще один тунель довжиною 14,5 км з перетином 15,9 м2, який подаватиме воду до машинного залу, спорудженого в гірському масиві лівобережжя річки Колорадо (також права притока Майпо, на якій працює згадана вище ГЕС Alfalfal I).
Доступ до підземного залу здійснюватиметься через тунель довжиною 2,5 км з перетином 35,1 м2. Тут встановлять дві турбіни типу Пелтон загальною потужністю 264 МВт, які працюватимуть при напорі у 1160 метрів.
Відпрацьована вода через відвідний тунель довжиною 3,5 км та перетином 20,1 м2 подаватиметься у підвідний тунель станції Las Lajas.